# 5. etape af Tour de France 2009
Femte etape af Tour de France 2009 blev kørt onsdag d. 8. juli og gik fra Le Cap d'Agde til Perpignan.
Ruten var 196,5 km lang. Et seksmandsudbrud bestående af Thomas Voeckler, Anthony Geslin, Yauheni Hutarovich, Mikhail Ignatjev, Albert Timmer og Marcin Sapa fik på det højeste et forspring på næsten ni minutter. Feltet med sprinterholdene i spidsen forsøgte at køre udbruddet ind, men klarede det ikke. Thomas Voeckler stak fra sine udbrudskamerater, og nåede at holde til mål før hovedfeltet, som kom syv sekunder senere.
- Etape: 5
- Dato: 8. juli
- Længde: 196,5 km
- Danske resultater:

035. Brian Vandborg + 0.07
037. Nicki Sørensen + 0.07
131. Chris Anker Sørensen + 0.07
- Gennemsnitshastighed: 43,7 km/t

## Point- og bjergspurter

### 1. sprint (Capestang)
Efter 40,5 km
| Vinder | Anthony Geslin     | 6p |
| 2.     | Yauheni Hutarovich | 4p |
| 3.     | Thomas Voeckler    | 2p |

### 2. sprint (Saint-Jean-de-Barrou)
Efter 107,5 km
| Vinder | Marcin Sapa      | 6p |
| 2.     | Anthony Geslin   | 4p |
| 3.     | Mikhail Ignatjev | 2p |

### 3. sprint (Canet-en-Roussilon)
Efter 158,5 km
| Vinder | Marcin Sapa      | 6p |
| 2.     | Thomas Voeckler  | 4p |
| 3.     | Mikhail Ignatjev | 2p |

### 1. bjerg (Col de Feuilla)
4. kategori stigning efter 112,5 km
| Plads | Navn             | Point |
| ----- | ---------------- | ----- |
| 1.    | Anthony Geslin   | 3     |
| 2.    | Mikhail Ignatjev | 2     |
| 3.    | Thomas Voeckler  | 1     |

### 2. bjerg (Côte de Treilles)
4. kategori stigning efter 116,5 km
| Plads | Navn            | Point |
| ----- | --------------- | ----- |
| 1.    | Anthony Geslin  | 3     |
| 2.    | Thomas Voeckler | 2     |
| 3.    | Albert Timmer   | 1     |

## Resultatliste
|    | Navn               | Land           | Hold                  | Tid     |
| -- | ------------------ | -------------- | --------------------- | ------- |
| 1  | Thomas Voeckler    | Frankrig       | Bbox Bouygues Télécom | 4:29.35 |
| 2  | Mikhail Ignatjev   | Rusland        | Team Katusha          | + 0.07  |
| 3  | Mark Cavendish     | Storbritannien | Team Columbia-HTC     | + 0.07  |
| 4  | Tyler Farrar       | USA            | Garmin-Slipstream     | + 0.07  |
| 5  | Gerald Ciolek      | Tyskland       | Team Milram           | + 0.07  |
| 6  | Danilo Napolitano  | Italien        | Team Katusha          | + 0.07  |
| 7  | José Joaquín Rojas | Spanien        | Caisse d'Epargne      | + 0.07  |
| 8  | Lloyd Mondory      | Frankrig       | Ag2r-La Mondiale      | + 0.07  |
| 9  | Óscar Freire       | Spanien        | Rabobank              | + 0.07  |
| 10 | Thor Hushovd       | Norge          | Cervélo TestTeam      | + 0.07  |
| 11 | Angelo Furlan      | Italien        | Lampre-N.G.C.         | + 0.07  |
| 12 | Leonardo Duque     | Colombia       | Cofidis               | + 0.07  |
| 13 | Romain Feillu      | Frankrig       | Agritubel             | + 0.07  |
| 14 | Kenny van Hummel   | Holland        | Skil-Shimano          | + 0.07  |
| 15 | Albert Timmer      | Holland        | Skil-Shimano          | + 0.07  |